# Sabicea multibracteata
Sabicea multibracteata är en måreväxtart som beskrevs av J.B.Hall. Sabicea multibracteata ingår i släktet Sabicea och familjen måreväxter. Inga underarter finns listade i Catalogue of Life.